# Cláudia Neto
Cláudia Teresa Pires Neto (Portimão, Portugal; 18 de abril de 1988) es una futbolista portuguesa. Juega de centrocampista y su equipo actual es el Sporting CP del Campeonato Nacional de Portugal. Es internacional absoluta por la selección de Portugal desde 2006, con la que ha disputado más de 100 partidos.

## Trayectoria
Neto comenzó a jugar fútbol sala para el UAC Lagos, y en 2008 fichó por el Prainsa Zaragoza de la Primera División Femenina de España. Cinco años después fichó por el RCD Espanyol, donde solo estuvo una temporada.
En 2015 fichó por el Linköpings FC sueco.

## Clubes
| Club                    | País     | Año           |
| ----------------------- | -------- | ------------- |
| UAC Lagos (fútbol sala) | Portugal | 2007-2008     |
| Prainsa Zaragoza        | España   | 2008-2013     |
| RCD Espanyol            | España   | 2013-2014     |
| Linköpings FC           | Suecia   | 2014-2017     |
| VfL Wolfsburgo          | Alemania | 2018-2020     |
| ACF Fiorentina          | Italia   | 2020-2022     |
| Sporting CP             | Portugal | 2022-presente |

## Palmarés

### Títulos nacionales
| Título                  | Club           | País     | Año     |
| ----------------------- | -------------- | -------- | ------- |
| Damallsvenskan          | Linköpings FC  | Suecia   | 2017    |
| Damallsvenskan          | Linköpings FC  | Suecia   | 2016    |
| Copa de Suecia Femenina | Linköpings FC  | Suecia   | 2014-15 |
| Copa de Suecia Femenina | Linköpings FC  | Suecia   | 2013-14 |
| Bundesliga              | VfL Wolfsburgo | Alemania | 2018-19 |
| Bundesliga              | VfL Wolfsburgo | Alemania | 2017-18 |
| DFB Pokal femenina      | VfL Wolfsburgo | Alemania | 2018-19 |
| DFB Pokal femenina      | VfL Wolfsburgo | Alemania | 2017-18 |